# Pardosa serena
Pardosa serena är en spindelart som först beskrevs av Ludwig Carl Christian Koch 1875.  Pardosa serena ingår i släktet Pardosa och familjen vargspindlar.
Artens utbredningsområde är Egypten. Inga underarter finns listade i Catalogue of Life.